# Helina garmsi
Helina garmsi este o specie de muște din genul Helina, familia Muscidae, descrisă de Zielke în anul 1974.
Este endemică în Zambia. Conform Catalogue of Life specia Helina garmsi nu are subspecii cunoscute.